# Prouilly
Prouilly est une commune française, située dans le département de la Marne en région Grand Est.

## Géographie

### Localisation
Prouilly se trouve au nord-ouest du département de la Marne, en région Grand Est. La commune appartient à la région agricole du Tardenois.
La commune de Prouilly s'étend sur une superficie de 1 019 hectares. L'altitude varie de 65 mètres, en bord de Vesle, à 207 mètres à proximité du Mont Die, à l'est. Le relief s'élève ainsi progressivement depuis la vallée de la Vesle, où se trouvent les hameaux de l'Orée du Bois (au sud-ouest) et la Chute des Eaux (au sud-est), vers le nord-est et le Massif de Saint-Thierry. Le village de Prouilly se trouve au pied des coteaux de ce massif, au centre du territoire communal. La Vesle sert de frontière avec Jonchery-sur-Vesle et Muizon au sud.

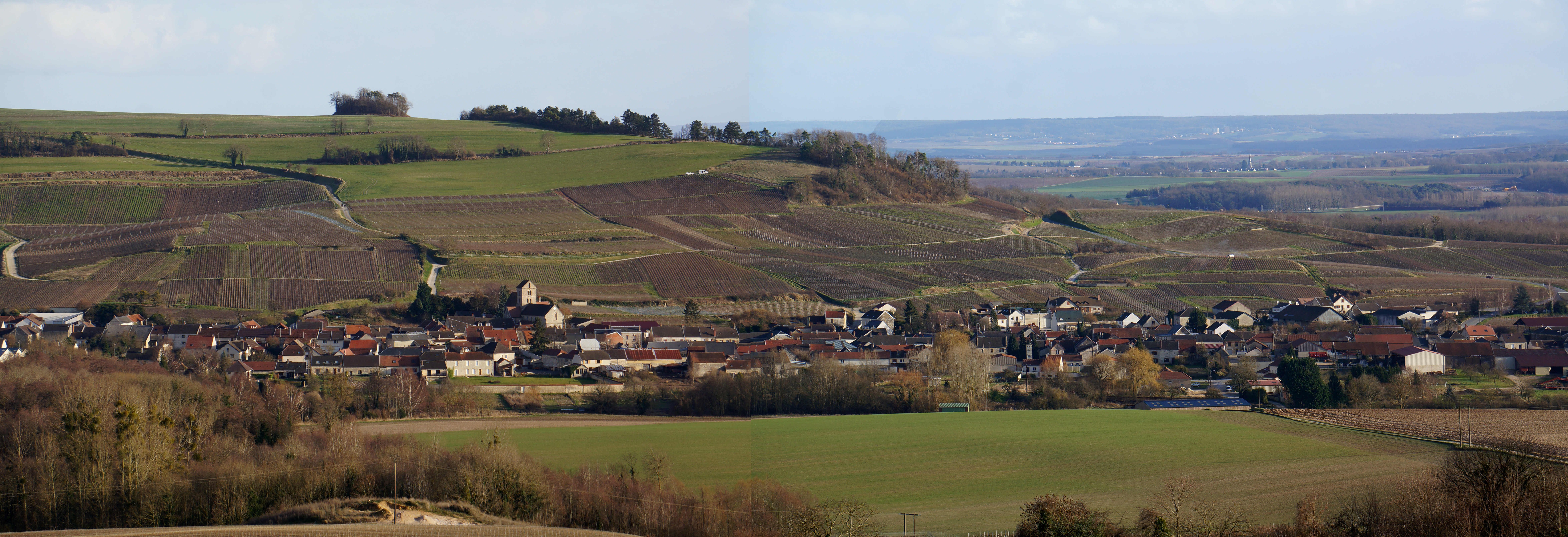
Le Mont Die, dominant le village de Prouilly et la vallée de la Vesle.

Par la route, Prouilly se situe à 65 km de Châlons-en-Champagne, préfecture du département, à 18 km de Reims, sous-préfecture, et à 15 km de Fismes, bureau centralisateur du canton de Fismes-Montagne de Reims dont dépend Prouilly depuis 2015. La commune fait en outre partie du bassin de vie de Reims.
Prouilly est limitrophe de 6 communes :
|                    | Pévy                 |        |
| Montigny-sur-Vesle | Prouilly             | Trigny |
| Jonchery-sur-Vesle | Courcelles-Sapicourt | Muizon |

### Hameaux
La commune possède quatre hameaux : l'Orée du Bois, la Chute des Eaux, la Ferme de Naurois, et les Trois Bouts de Bois.

### Hydrographie

#### Réseau hydrographique
La commune est dans la région hydrographique « la Seine du confluent de l'Oise (inclus) à l'embouchure » au sein du bassin Seine-Normandie. Elle est drainée par la Vesle, le Cochot, le cours d'eau 01 de la Galoppe et le ruisseau de la Crepine,.
La Vesle, d'une longueur de 139 km, prend sa source dans la commune de Somme-Vesle et se jette  dans l'Aisne à Ciry-Salsogne, après avoir traversé 52 communes. Les caractéristiques hydrologiques de la Vesle sont données par la station hydrologique située sur la commune de Prouilly. Le débit moyen mensuel est de 4,33 m3/s. Le débit moyen journalier maximum est de 20,7 m3/s, atteint lors de la crue du 25 décembre 2013. Le débit instantané maximal est quant à lui de 26,5 m3/s, atteint le même jour.

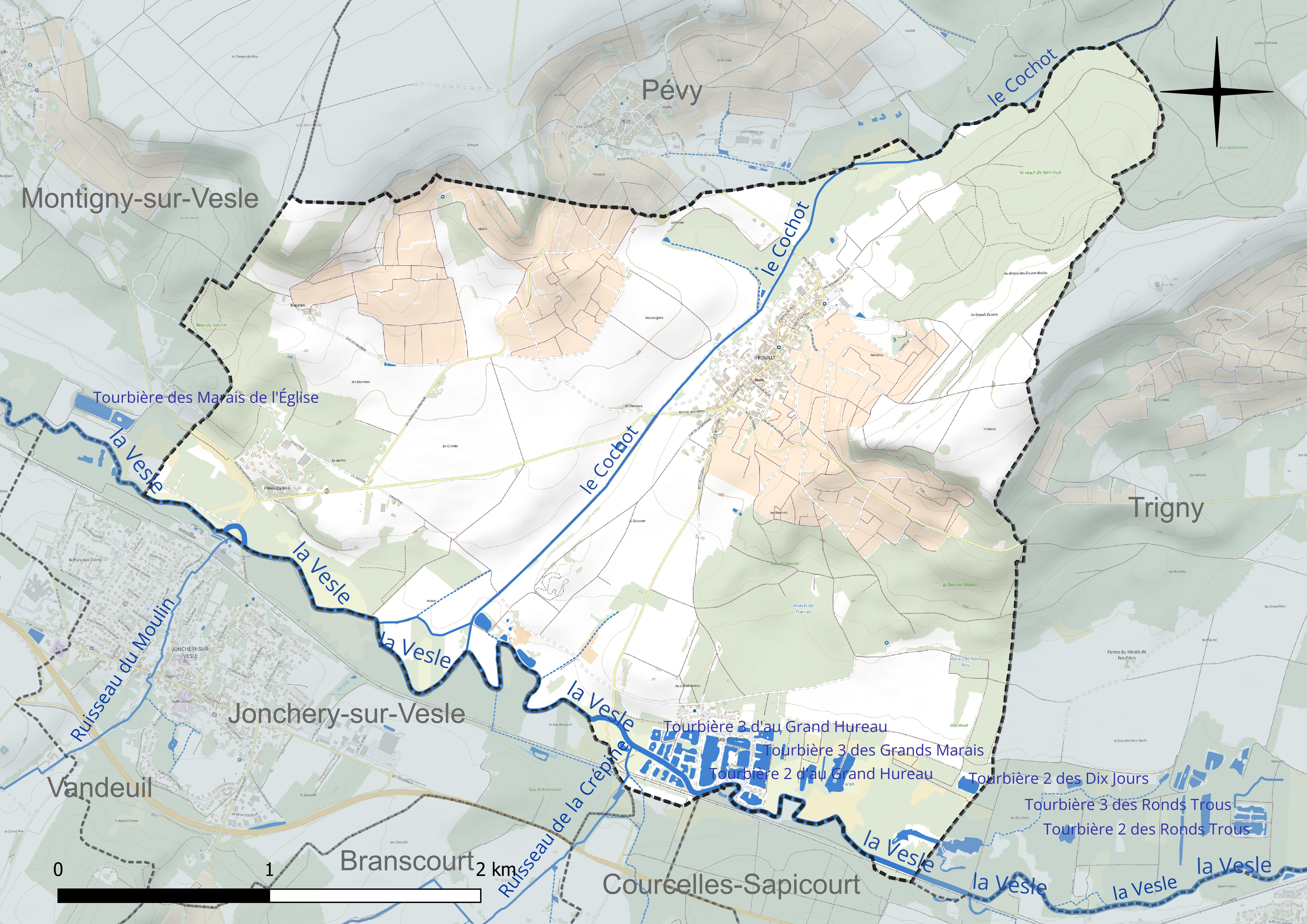
Réseau hydrographique de Prouilly.

Six plans d'eau complètent le réseau hydrographique : la tourbière 1 d'au Grand Hureau (1,7 ha), la tourbière 2 d'au Grand Hureau (1,5 ha), la tourbière 2 des Dix Jours (0,6 ha), la tourbière 2 des Grands Marais (1,3 ha), la tourbière 3 d'au Grand Hureau (2 ha) et la tourbière 3 des Grands Marais (0,8 ha),.

#### Gestion et qualité des eaux
Le territoire communal est couvert par le schéma d'aménagement et de gestion des eaux (SAGE) « Aisne Vesle Suippe ». Ce document de planification, dont le territoire s’étend sur 3 096 km2 répartis sur trois départements (Aisne, Marne et Ardennes) et deux régions (Champagne-Ardenne et Picardie), a été approuvé le 16 décembre 2013. La structure porteuse de l'élaboration et de la mise en œuvre est le Syndicat d’aménagement des bassins Aisne Vesle Suippe (SIABAVES). 
La qualité des cours d’eau peut être consultée sur un site dédié géré par les agences de l’eau et l’Agence française pour la biodiversité. 

### Climat
Pour des articles plus généraux, voir Climat du Grand Est et Climat de la Marne.
En 2010, le climat de la commune est de type climat océanique dégradé des plaines du Centre et du Nord, selon une étude du Centre national de la recherche scientifique s'appuyant sur une série de données couvrant la période 1971-2000. En 2020, Météo-France publie une typologie des climats de la France métropolitaine dans laquelle la commune est exposée à un climat océanique altéré et est dans la région climatique  Nord-est du bassin Parisien, caractérisée par un ensoleillement médiocre, une pluviométrie moyenne régulièrement répartie au cours de l’année et un hiver froid (3 °C). 
Pour la période 1971-2000, la température annuelle moyenne est de 10,3 °C, avec une amplitude thermique annuelle de 15,5 °C. Le cumul annuel moyen de précipitations est de 750 mm, avec 12,1 jours de précipitations en janvier et 8,8 jours en juillet. Pour la période 1991-2020, la température moyenne annuelle observée sur la station météorologique de Météo-France la plus proche, « Chambrecy-Civc », sur la commune de Chambrecy à 13 km à vol d'oiseau, est de 10,7 °C et le cumul annuel moyen de précipitations est de 734,0 mm. 
La température maximale relevée sur cette station est de 40,3 °C, atteinte le 25 juillet 2019 ; la température minimale est de −22,1 °C, atteinte le 17 janvier 1985,,. 
Les paramètres climatiques de la commune ont été estimés pour le milieu du siècle (2041-2070) selon différents scénarios d'émission de gaz à effet de serre à partir des nouvelles projections climatiques de référence DRIAS-2020. Ils sont consultables sur un site dédié publié par Météo-France en novembre 2022.

## Urbanisme

### Typologie
Au 1er janvier 2024, Prouilly est catégorisée commune rurale à habitat dispersé, selon la nouvelle grille communale de densité à sept niveaux définie par l'Insee en 2022.
Elle est située hors unité urbaine. Par ailleurs la commune fait partie de l'aire d'attraction de Reims, dont elle est une commune de la couronne,. Cette aire, qui regroupe 294 communes, est catégorisée dans les aires de 200 000 à moins de 700 000 habitants,.

### Occupation des sols
L'occupation des sols de la commune, telle qu'elle ressort de la base de données européenne d’occupation biophysique des sols Corine Land Cover (CLC), est marquée par l'importance des territoires agricoles (55,5 % en 2018), une proportion sensiblement équivalente à celle de 1990 (55,1 %). La répartition détaillée en 2018 est la suivante : 
forêts (36,9 %), terres arables (32,5 %), cultures permanentes (15,4 %), zones agricoles hétérogènes (7,6 %), zones humides intérieures (5,1 %), zones urbanisées (2,5 %). L'évolution de l’occupation des sols de la commune et de ses infrastructures peut être observée sur les différentes représentations cartographiques du territoire : la carte de Cassini (XVIIIe siècle), la carte d'état-major (1820-1866) et les cartes ou photos aériennes de l'IGN pour la période actuelle (1950 à aujourd'hui).

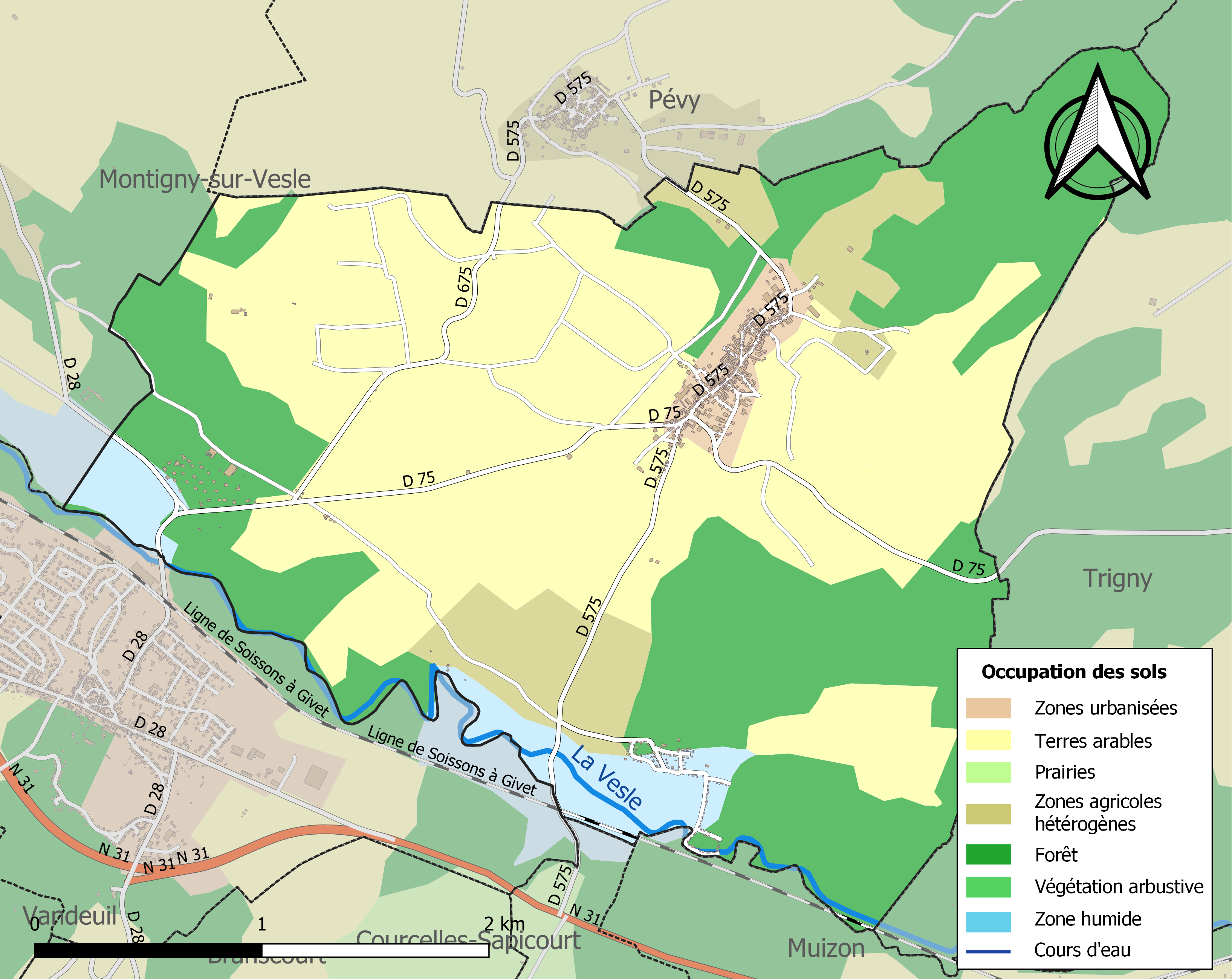
Carte des infrastructures et de l'occupation des sols de la commune en 2018 (CLC).

## Toponymie
Le nom de la localité est attesté sous les formes Proviliacus (vers 818) ; Pruili (1156) ; Proieleium, Pruiliacum (1167) ; Prulleium (1185) ; Proilliacum (1218) ; Proelli (1225) ; Proeleium (1231) ; Proilleyum (1231) ; Proilleium (vers 1231) ; Prueleium, Pruleium (vers 1237) ; Proilleium (1238) ; Proulli (1278) ; Prouilleyum (1279) ; Proulleyum (1298) ; Proilly (1384) ; Prouylly (XIVe siècle) ; Prouilli (140.) ; Proully (1413).

- Prouilly a pour origine de l’époque gauloise Prouillious.
- Proculum Domus Coram Alba : « La maison en longueur devant la colline blanche ».
- Provinicelliacus : « Proche de la petite vigne ».

## Histoire

### Moyen Âge
Prouilly a compté sur son blason les armoiries de quatorze familles seigneuriales.
En 1231, Prouilly avait pour seigneur Ebalus et en 1352 Jean de Tournières, tous deux chevaliers. De 1645 à 1654, Pierre Laistre sieur de Coudray, à partir de 1666, les sieurs D’Arras d’Haudrecy de la Marlière de Cernay habitaient le château qui devait être important (les titres anciens nous décrivent ses terrasses, ses voûtes et ses escaliers conduisant à l’auditoire).
Robert d’Arras est le premier de cette famille mentionné sous le titre de vicomte de Prouilly. La seigneurie passe ensuite dans la famille de Montigny. Elle relevait en plein fief de la très haute et puissante Dame Marthe Elisabeth de Croy de la Rochefoucault duchesse d’Ancenis, comtesse de Roucy.

### XVIIIesiècle
Le 20 août 1785, la « Grande Jeannette » et ses complices assassinèrent sept personnes au moulin de Cuissat (ancien moulin de Prouilly sur les bords de la Vesle). Ils furent jugés à Châtillon-sur-Marne, puis condamnés au supplice de la roue en 1786 sur la place d’Erlon (place des Coutures) à Reims. Elle fut la dernière personne à être torturée publiquement en France.
A Reims, le chirurgien Nicolas Noël investit le cimetière de la paroisse de Saint-Pierre-Le-Vieil située hors des enceintes de la ville du Bas Empire et du haut Moyen Âge dont la muraille passait entre l’actuelle rue des Telliers et la rue Talleyrand pour en faire une école de Médecine et « dans ce  lieu jadis redouté qui dévorait la race humaine, Esculape chassant la mort de son domaine érige un temple de la santé. » Le personnage facétieux étonne. On rapporte qu’il avait installé un curieux système à l’entrée du cimetière. Quand on tirait le cordon pour ouvrir la porte de la nécropole, le visiteur avait la surprise de voir alors s’agiter un imposant squelette. Celui, immense de la fameuse Grande Jeannette. Le squelette de la Grande Jeannette a servi ensuite pendant des décennies pour former les étudiants en médecine rémois.

### XIXesiècle
Le 15 août 1842, Prouilly fut presque entièrement détruit par un incendie.

### La Première Guerre mondiale

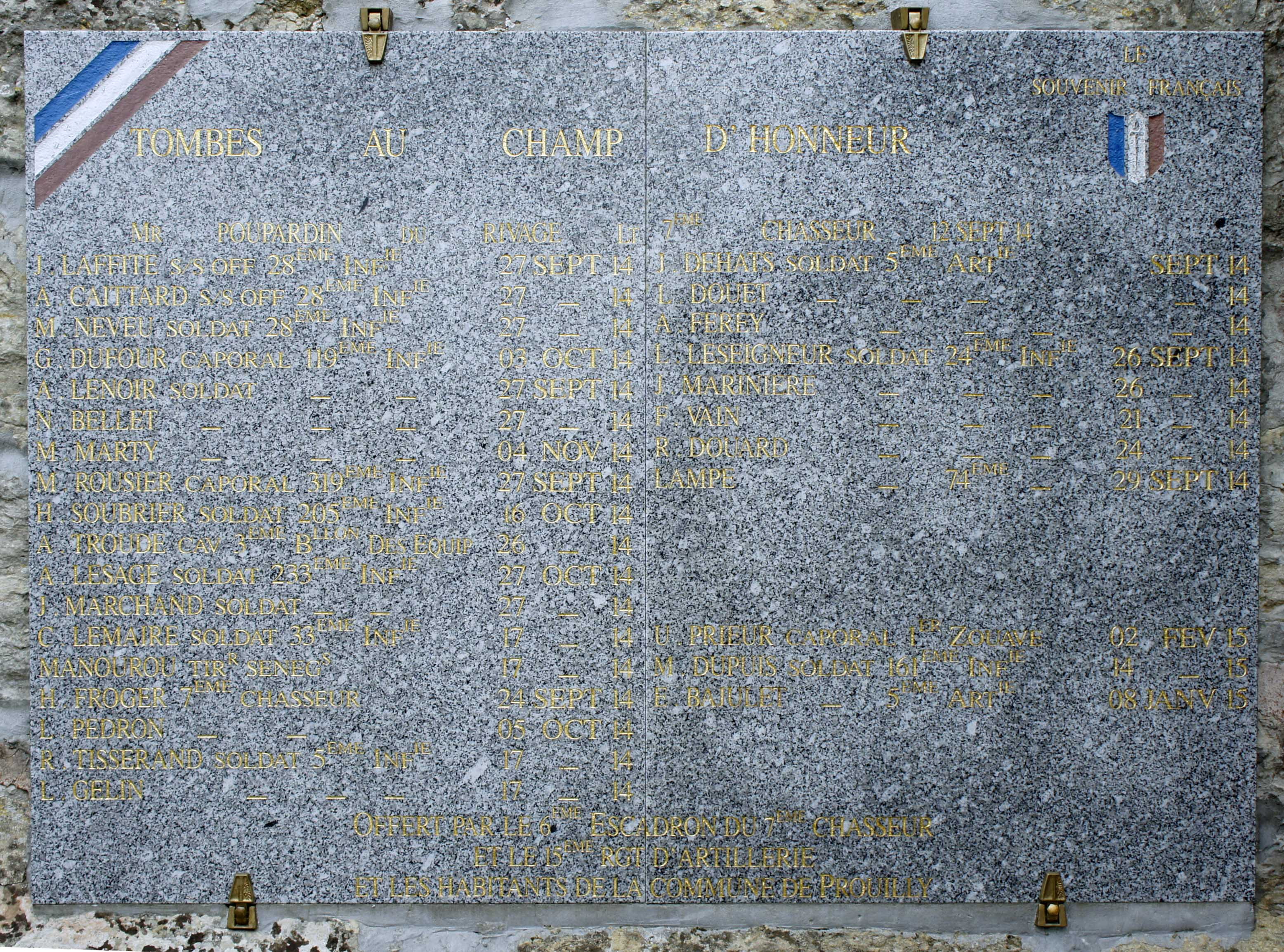
Plaque en mémoire des neuf légionnaires et des soldats du 6e escadron du 7e régiment de chasseurs à cheval et du d'artillerie tombés entre le 12 septembre et le 4 octobre 1914 lors de la Première bataille de la Marne.

Pendant la Première Guerre mondiale, Prouilly possédait un important hôpital militaire (HOE : Hôpital d'Orientation et d'Évacuation) le long de la D 5 entre Prouilly et Jonchery-sur-Vesle. Les blessés français (et leurs alliés) affluaient en provenance de nombreux lieux de combats pour se faire soigner, notamment des batailles du Chemin des Dames dans l’Aisne en 1917.
Le 5 octobre 1914, au-dessus du point de jonction des communes de Jonchery-sur-Vesle, de Prouilly et de Muizon, au lieu-dit la Tuilerie à Muizon, s'est déroulé le premier combat aérien avec avion abattu de l’histoire mondiale de l’aviation militaire, remporté par le Voisin III du pilote, le sergent Joseph Frantz et du mécanicien, le caporal Louis Quenault contre un Aviatik B.I allemand avec à son bord le pilote le sergent Wihlem Schlichting et l'observateur, l'oberleutnant Fritz von Zangen, qui reposent au cimetière allemand de Loivre. Ce fait historique, a engendré une nouvelle tactique de combat dans les airs qui coûtera beaucoup de vies à un grand nombre de jeunes pilotes.
Le 20 juin 1915, neuf légionnaires du 2e régiment étranger d'infanterie  sont fusillés à Prouilly pour « rébellion ».

## Politique et administration
Le village appartient aux subdivisions suivantes :
- Initialement, dans le canton de Fismes
- Arrondissement de Reims. Dans le cadre du redécoupage cantonal de 2014 en France, la commune fait désormais partie du canton de Fismes-Montagne de Reims
- Paroisse Rives de Vesle du secteur Tardenois Vesle
- Bureau de poste de Jonchery-sur-Vesle (51140)
- École Pré-élémentaire et élémentaire de Vandeuil
- Collège Thibaut-de-Champagne à Fismes
- Gendarmerie de Fismes

### Intercommunalité
La commune, antérieurement membre de la communauté de communes Ardre et Vesle, est membre, depuis le 1er janvier 2014, de la communauté de communes Fismes Ardre et Vesle.
En effet, conformément au schéma départemental de coopération intercommunale de la Marne du 15 décembre 2011, les anciennes communautés de communes CC des Deux Vallées du Canton de Fismes (9 communes) et  CC Ardre et Vesle (11 communes) ont fusionné par arrêté préfectoral du 23 mai 2013, afin de former  à compter du 1er janvier 2014 la nouvelle communauté de communes Fismes Ardre et Vesle.

### Liste des maires

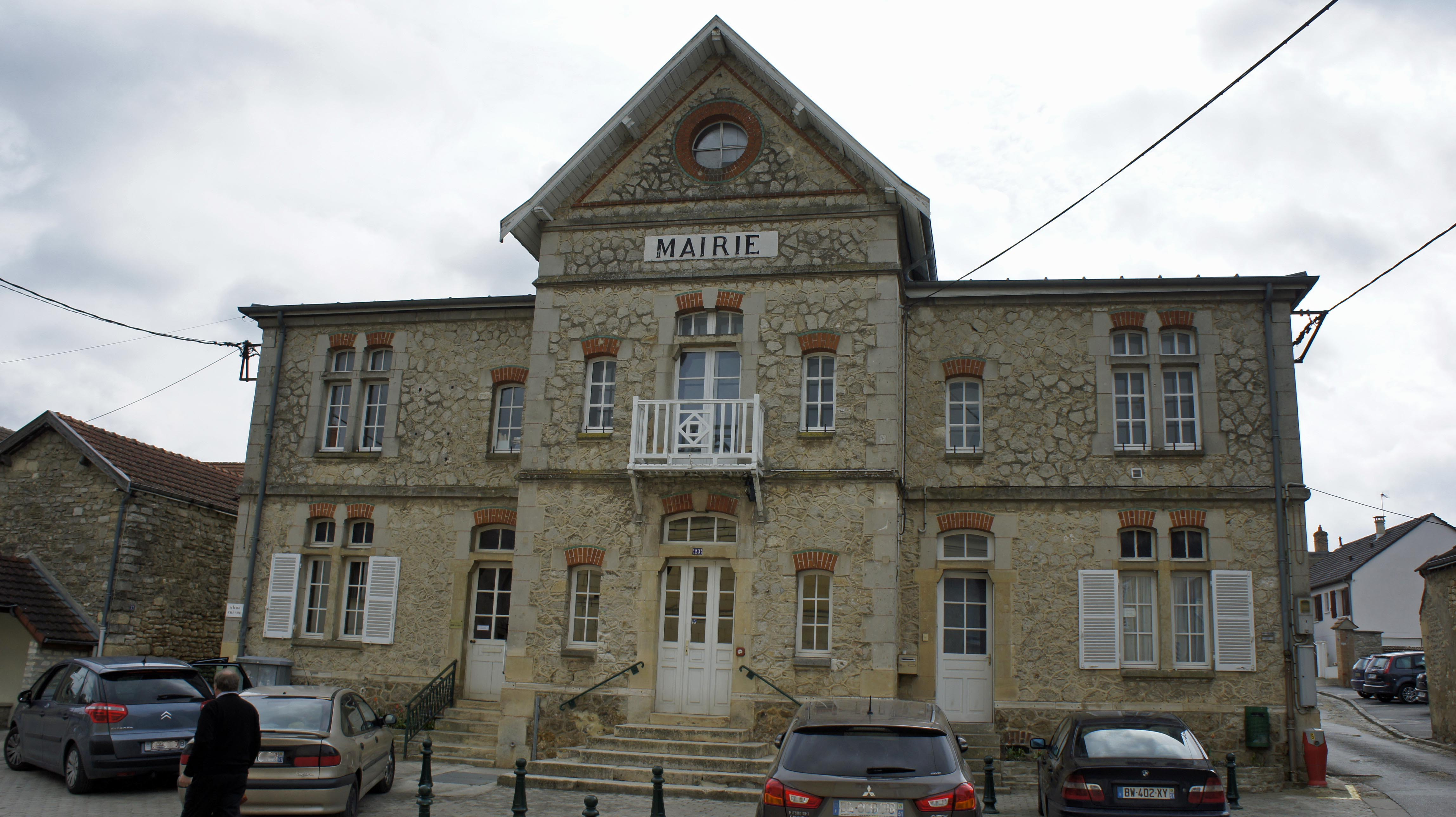
La maison commune.

### Jumelages
Soresti (Roumanie) depuis 1990

## Démographie
L'évolution du nombre d'habitants est connue à travers les recensements de la population effectués dans la commune depuis 1793. Pour les communes de moins de 10 000 habitants, une enquête de recensement portant sur toute la population est réalisée tous les cinq ans, les populations de référence des années intermédiaires étant quant à elles estimées par interpolation ou extrapolation. Pour la commune, le premier recensement exhaustif entrant dans le cadre du nouveau dispositif a été réalisé en 2005.

En 2022, la commune comptait 549 habitants, en évolution de −2,49 % par rapport à 2016 (Marne : −1,19 %, France hors Mayotte : +2,11 %).
| 1793 | 1800 | 1806 | 1821 | 1831 | 1836 | 1841 | 1846 | 1851 |
| ---- | ---- | ---- | ---- | ---- | ---- | ---- | ---- | ---- |
| 480  | 470  | 479  | 523  | 585  | 584  | 630  | 679  | 712  |

| 1856 | 1861 | 1866 | 1872 | 1876 | 1881 | 1886 | 1891 | 1896 |
| ---- | ---- | ---- | ---- | ---- | ---- | ---- | ---- | ---- |
| 699  | 655  | 657  | 618  | 620  | 566  | 554  | 549  | 546  |

| 1901 | 1906 | 1911 | 1921 | 1926 | 1931 | 1936 | 1946 | 1954 |
| ---- | ---- | ---- | ---- | ---- | ---- | ---- | ---- | ---- |
| 517  | 519  | 513  | 569  | 538  | 493  | 460  | 424  | 404  |

| 1962 | 1968 | 1975 | 1982 | 1990 | 1999 | 2005 | 2006 | 2010 |
| ---- | ---- | ---- | ---- | ---- | ---- | ---- | ---- | ---- |
| 444  | 416  | 459  | 433  | 472  | 554  | 548  | 550  | 588  |

| 2015 | 2020 | 2022 | - | - | - | - | - | - |
| ---- | ---- | ---- | - | - | - | - | - | - |
| 563  | 553  | 549  | - | - | - | - | - | - |

## Lieux et monuments
L’église Saint-Pierre, d’architecture romane, date du XIIe siècle et XIIIe siècle. Elle est classée aux Monuments Historiques depuis le 9 août 1921. Parmi ses éléments remarquables, on trouve :
- Fonts baptismaux (XIIe siècle), classés le 25 juillet 2002.
- Trois statues (petite nature) : saint Pierre, évêque (XIVe siècle) : Saint Pierre et deux évêques, statues décorant le tympan du porche occidental. Les statues, insérées dans le tympan trilobé des trois parties du portail occidental, représentent, celle du centre, Saint Pierre, avec sa clé dans la main gauche, un livre dans la main droite, vêtu d'une longue robe, à sa droite, un évêque mitré, crosse à la main, un autre évêque mitré à sa gauche. Elles sont classées le 10 mars 1908.
- Plaque funéraire, bas-relief : La Crucifixion (1555). Inscription funéraire décorée de la Crucifixion, bas-relief. Épitaphe ornée d'un encadrement sculpté et surmonté d'un bas-relief (Calvaire). Elle est classée le 23 octobre 1908).
- Lambris de revêtement (XVIe siècle). Boiseries diverses : panneaux ornés de parchemins plissés, d'écussons, etc. Classés le 23 octobre 1908.
- Garde-corps de tribune - balustrade (XVIe siècle). Classé le 23 octobre 1908.
- Toiles du Christ en croix (XVIIe siècle) et de saint Jérôme (restauré en 2009) (XIXe siècle). Classées en 1999.
- Statues en pierre de saint Jean-Baptiste, de saint Bernard et de la Vierge à l'Enfant (XIXe siècle). Classées en 1999.
- Chemin de croix (1858) : Ensemble réalisé par le peintre François Clovis Hécart-Gaillot (1813-1882) donné par les paroissiens en 1858, et restauré en 2009. Il est classé le 25 juillet 2002.

La maison des Templiers de Prouilly, qui existe toujours aujourd’hui, a appartenu aux Templiers, puis aux chevaliers de Saint-Jean-de-Jérusalem de l’ordre de Malte.
Le tumulus la « Husse » (appelé aussi la « Butte ») est situé à 1 km à l'est du village au sommet d'une montagne qui domine la Vesle. Il mesure 10 mètres de haut. Il a été supposé être le « Tombeau de Pharamond ». On estime sa construction vers le IVe siècle. Des fouilles archéologiques commandées par M. Lécrivain en 1836 ont mis au jour un massif de pierres de 25 pieds de côté étanchéifié par un lit d'argile et dont un des murs était percé d'un canal en pente douce. Un anneau en fer et une pièce de Constantin II y furent découverts.
Prouilly possède de nombreuses carrières de pierres datant du Moyen Âge qui ont servi à la construction de l’église du village mais aussi de la cathédrale Notre-Dame de Reims. Elles parcourent la colline sur plusieurs kilomètres derrière le village en partant des caves de certaines maisons de Prouilly. Pour des raisons de sécurité, elles sont aujourd’hui totalement fermées.
Le mémorial à l'Hôpital d'Orientation et d'Evacuation, H.O.E. qui servait lors de la Bataille du Chemin des Dames.

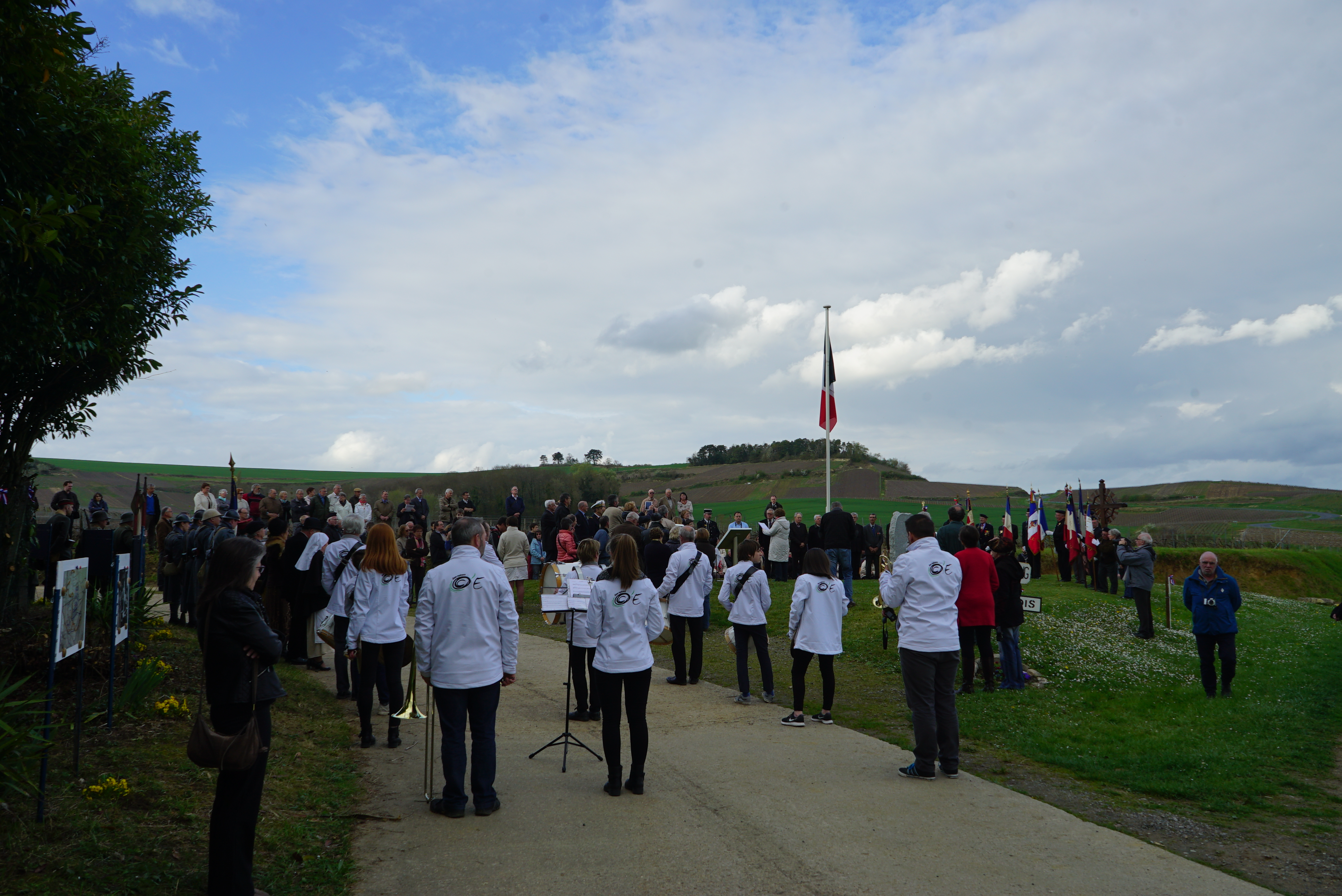
Le mémorial,
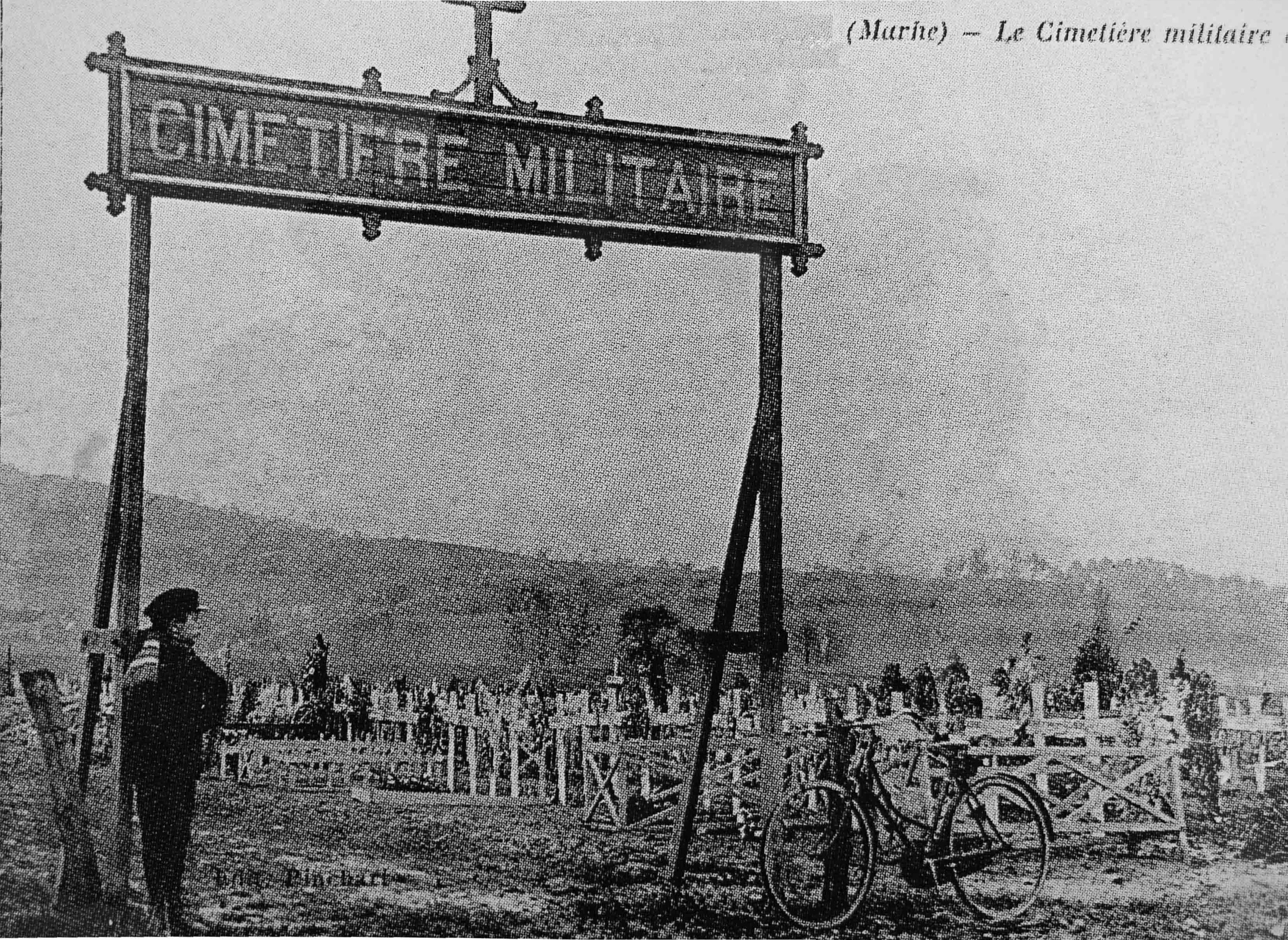
le cimetière militaire
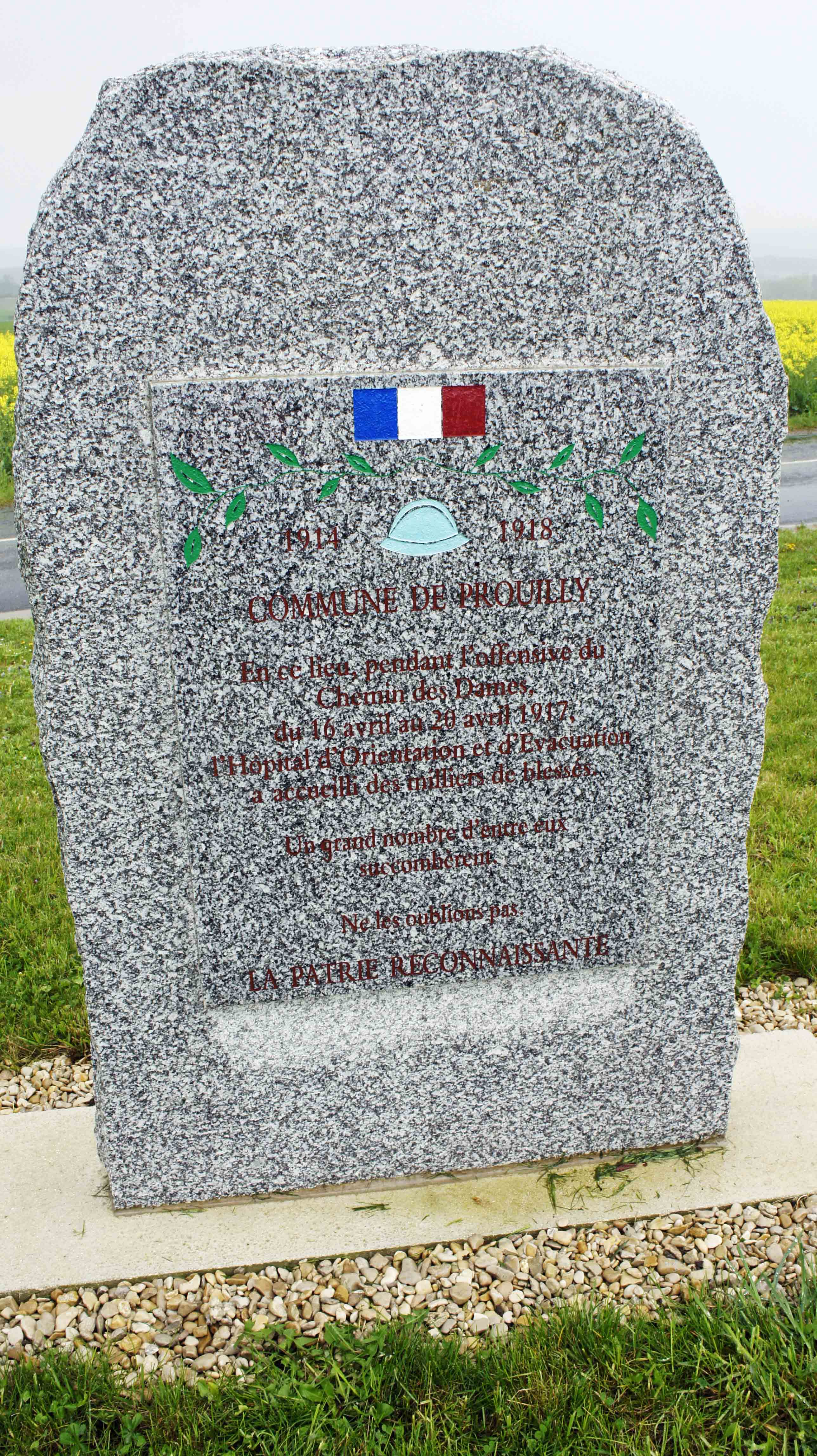
et
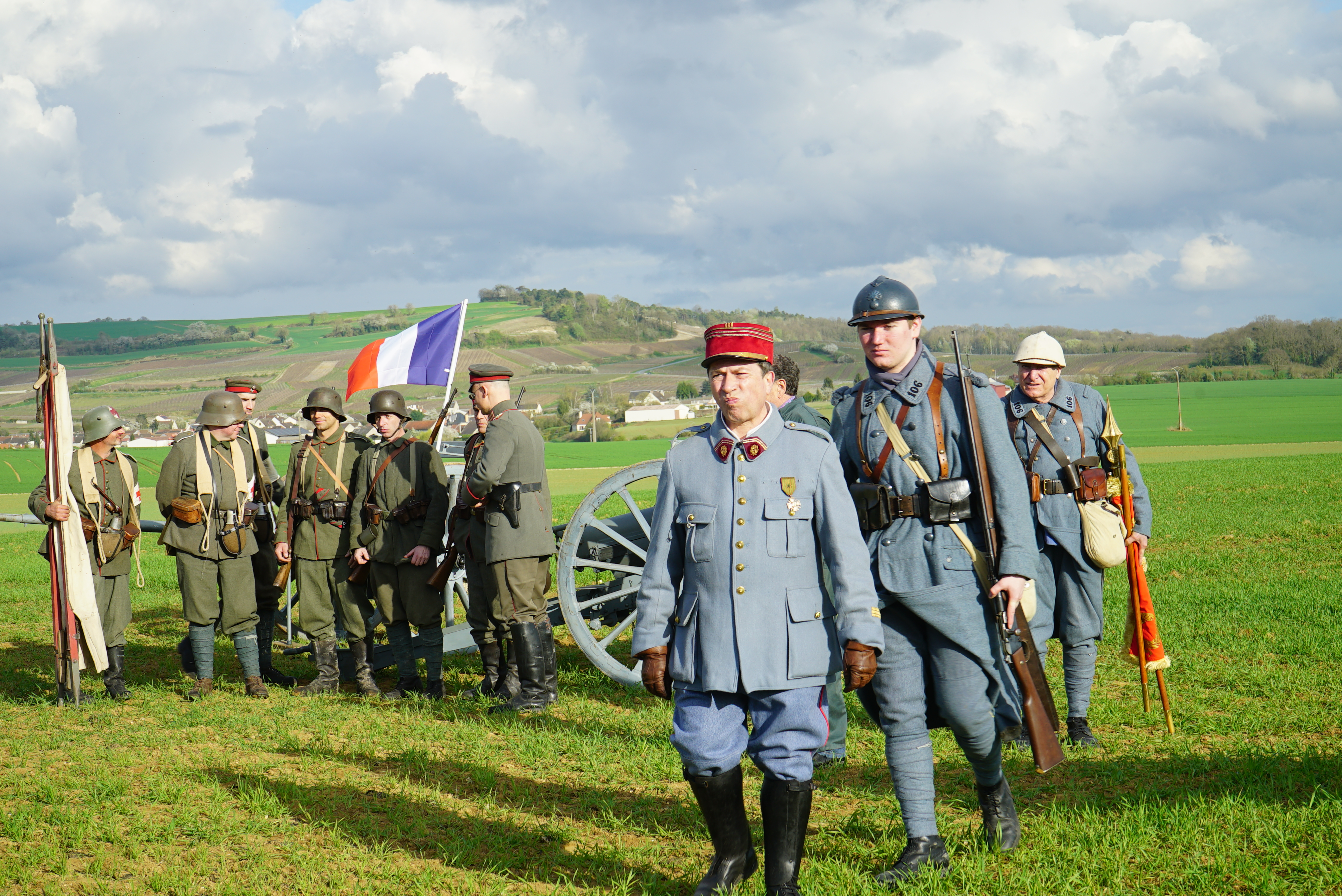
son centenaire.

## Champagne
Des archives anciennes prouvent l’existence de vignobles dès 857. En 1231, une rente sur les vins de Prouilly était versée à l’ordre des Templiers. Prouilly faisait commerce de ses vins avec Reims au XIVe siècle notamment en fournissant les léproseries en 1336.
Prouilly est une commune de l’appellation Champagne.
Au cœur du Massif de Saint-Thierry, elle est traversée par la route touristique du Champagne.
Le village possède près de 130 hectares de vignes pour 56 exploitants. Voici la répartition des cépages : 7 % de chardonnay, 65 %  de pinot meunier et 28 % de pinot noir.
56 exploitants, quatre pressoirs et la coopérative la champenoise proposent différentes marques de Champagne dans le village.

## Activités
- Parcours pédestre de la Côte Saint-Michel

Parcours de randonnée de 14 km sur les communes de Montigny-sur-Vesle, Pévy et Prouilly
Trois jolis villages à l'architecture chaleureuse, deux points de vue offrant des panoramas étendus, un entrelacs de champs, de vignes et de bosquets, sont les points forts de cet itinéraire.
- Centre équestre l'Équidium

Club hippique de Prouilly qui propose promenades, loisirs et compétitions.
Situé dans un cadre forestier très agréable, les installations s'étendent sur 4 hectares et se modernisent en permanence. L'école d'équitation s'adresse à un large public de 3 à 93 ans et permet de monter des shetlands, des doubles poneys et des chevaux.